# Ozo
Ozo, född 1958 i Frankrike, död 1966, var en fransk varmblodig travhäst. Hon tränades och kördes av Roger Massue.
Ozo tävlade under början av 1960-talet och räknades under denna tid som en av världens bästa travhästar. Hon sprang in 2 miljoner franc. Bland hennes främsta meriter räknas segrarna i Prix d'Amérique (1963, 1965), Elitloppet (1963), Gran Premio delle Nazioni (1964), Grand Critérium de Vitesse (1965) och en andraplats i Elitloppet (1964).
Det franska travloppet Prix Ozo går av stapeln på Vincennesbanan i Paris varje år i slutet av maj som en hyllning till Ozo. Loppet är öppet för 3-åriga ston, har 54 000 euro i förstapris och är ett Grupp 2-lopp, det vill säga ett lopp av näst högsta internationella klass.